# Mānasaputra
Nella mitologia induista, i Mānasaputra sono i figli nati dalla mente di Brahmā. Il termine deriva dal sanscrito manasa, che significa "derivato dalla mente" e putra, che significa "figlio".
Secondo la mitologia, all'inizio della creazione, il dio Brahmā creò sedici figli e una figlia tramite la sola volontà, senza unirsi ad alcuna donna mortale o dea. Questi figli aiutarono il dio nella creazione dell'Universo, e sono quindi anche noti come Prajāpati (signori della creazione). 
Secondo il Bhagavata Purana, i Mānasaputra furono:
- Angiras
- Atri
- Pulastya
- Marichi
- Pulaha
- Jambavan
- Bhrigu
- Vasishtha
- Daksha
- Narada
- Chitragupta
- I quattro Kumara
- Himavat
- Shatarupa

Di essi, Himavat costituisce la personificazione dei monti dell'Himalaya, e fu il padre di alcune importanti dee tra cui Ganga e Parvati. Shatarupa, l'unica figlia femmina, fu la prima donna mortale del primo Manvantara, mentre gli altri furono tutti grandi rishi (saggi) dell'induismo. I quattro Kumara, a differenza degli altri Mānasaputra, si rifiutarono di partecipare alla creazione, preferendo una vita di ascesi e di insegnamento.
Rispetto alla lista contenuta nel Bhagavata Purana, in alcune versioni Narada è detto figlio di Brahma e Sarasvati, mentre viene a volte aggiunto Svayambhuva Manu, il primo uomo nel primo Manvantara e sposo di Shatarupa.